# Вежа принца Руперта
Вежа принца Руперта (англ. Prince Rupert's Tower) — вежа в районі Евертон міста Ліверпуль, Англія. Насамперед відома як символ футбольного клубу «Евертон».

## Історія
Вежа була побудована в 1787 році. Спочатку використовувалася як місце утримання п'яниць та дрібних злочинців після їх затримання констеблями. Наступного дня вони поставали перед судом і, як правило, отримували покарання у вигляді виправних робіт.
Свою найбільш вживану назву — Вежа принца Руперта — вежа отримала на честь Руперта Пфальцького, лідера противників парламенту під час англійської громадянської війни. Під час підготовки до захоплення Ліверпульського замку, що проходила на пагорбі, де в майбутньому стала розташовуватися вежа, принц Руперт подивився на місто і сказав: «Це гніздо ворони, яке може захопити будь-яка компанія школярів».

## Використання футбольним клубом «Евертон»
У 1938 році секретар футбольного клубу «Евертон» Тео Келлі розробив емблему клубу, центральним елементом якої стала тісно пов'язана з районом Евертон Вежа принца Руперта. З того часу вежа є одним із головних символів клубу.
У травні 1997 року «Евертон» виділив 15 000 фунтів стерлінгів на реконструкцію вежі.
Починаючи з лютого 2014 року на вежі встановлено ілюмінацію, що висвітлює її традиційним для «Евертона» синім кольором.

## Галерея

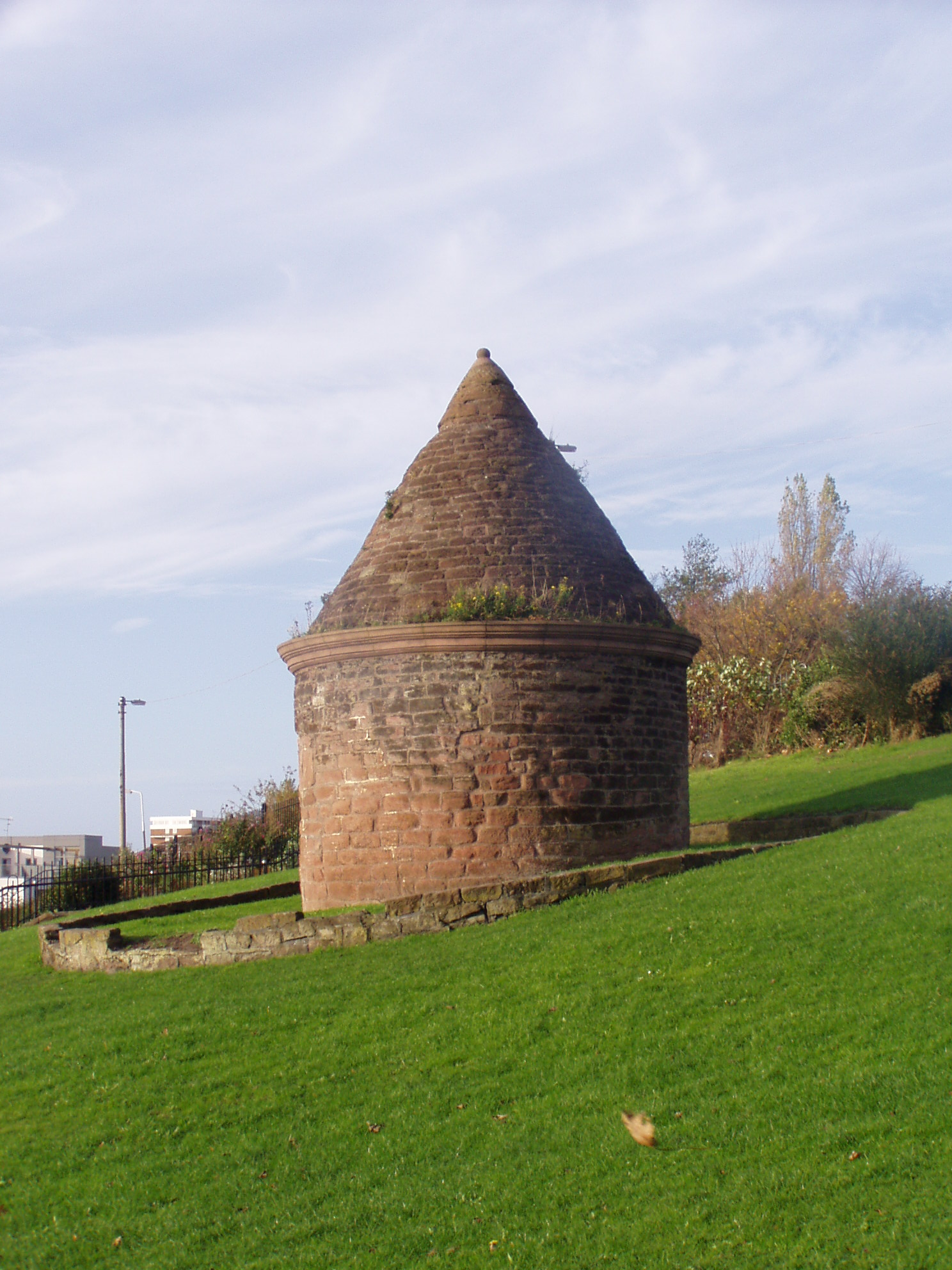
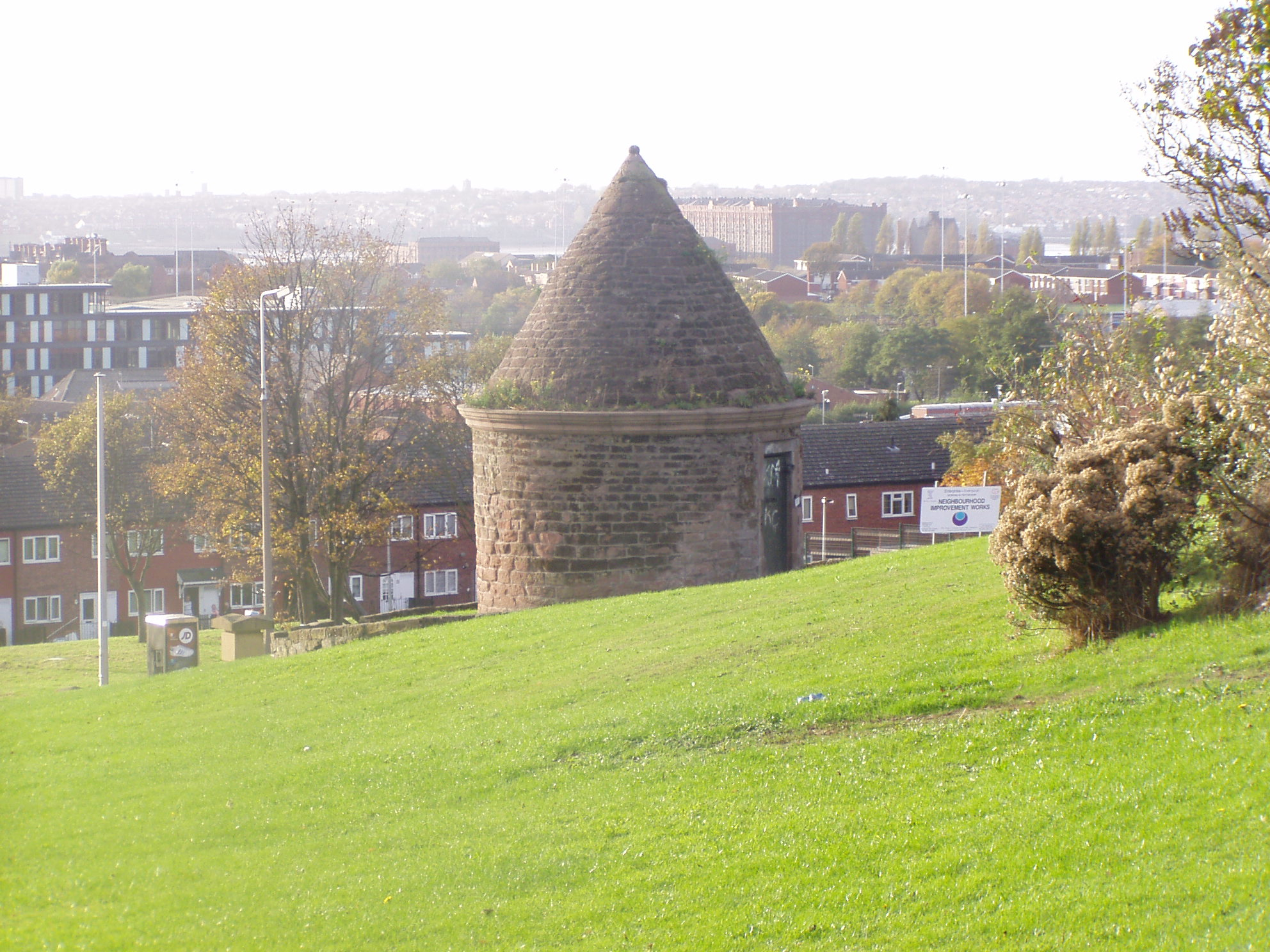
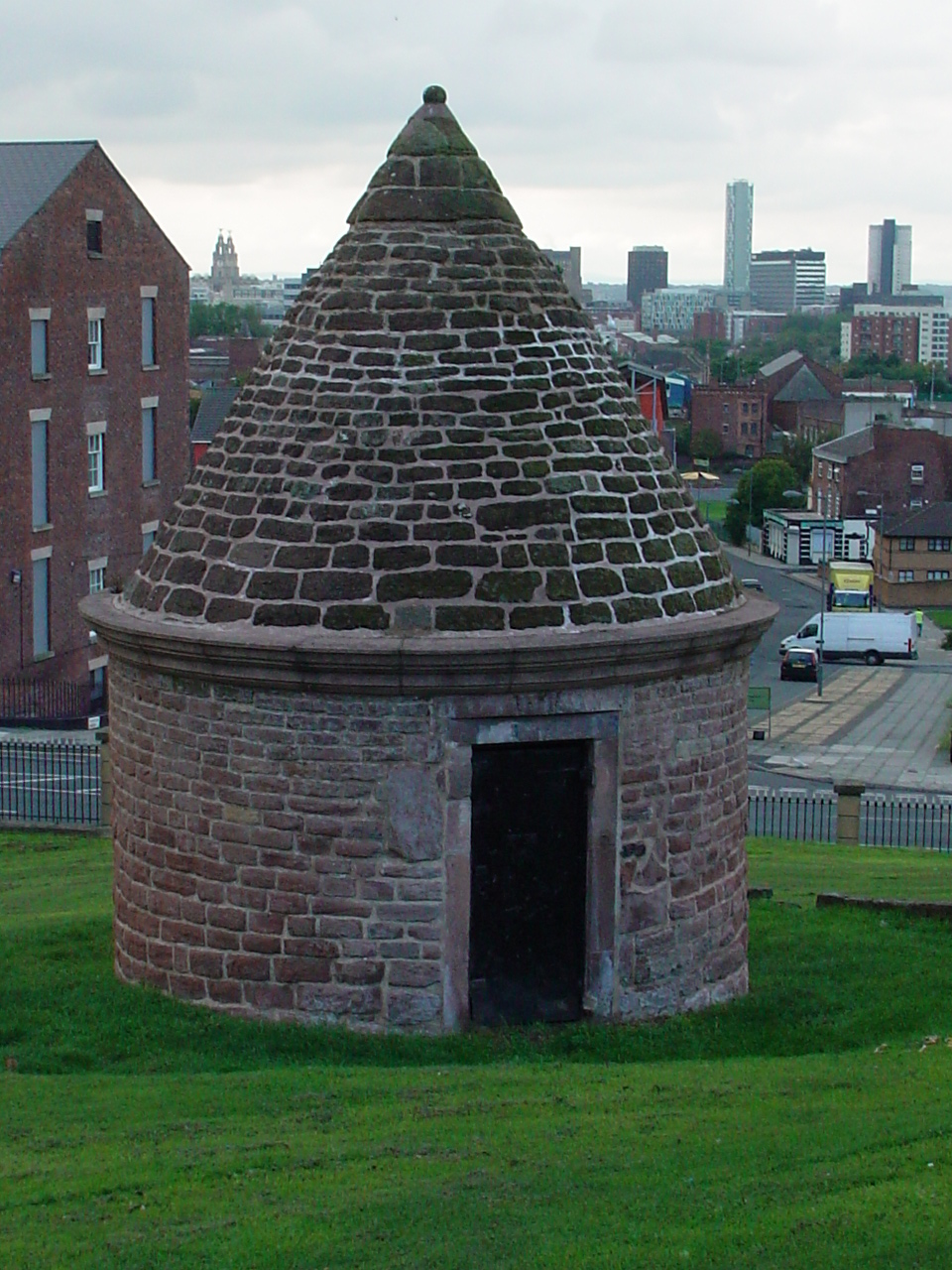
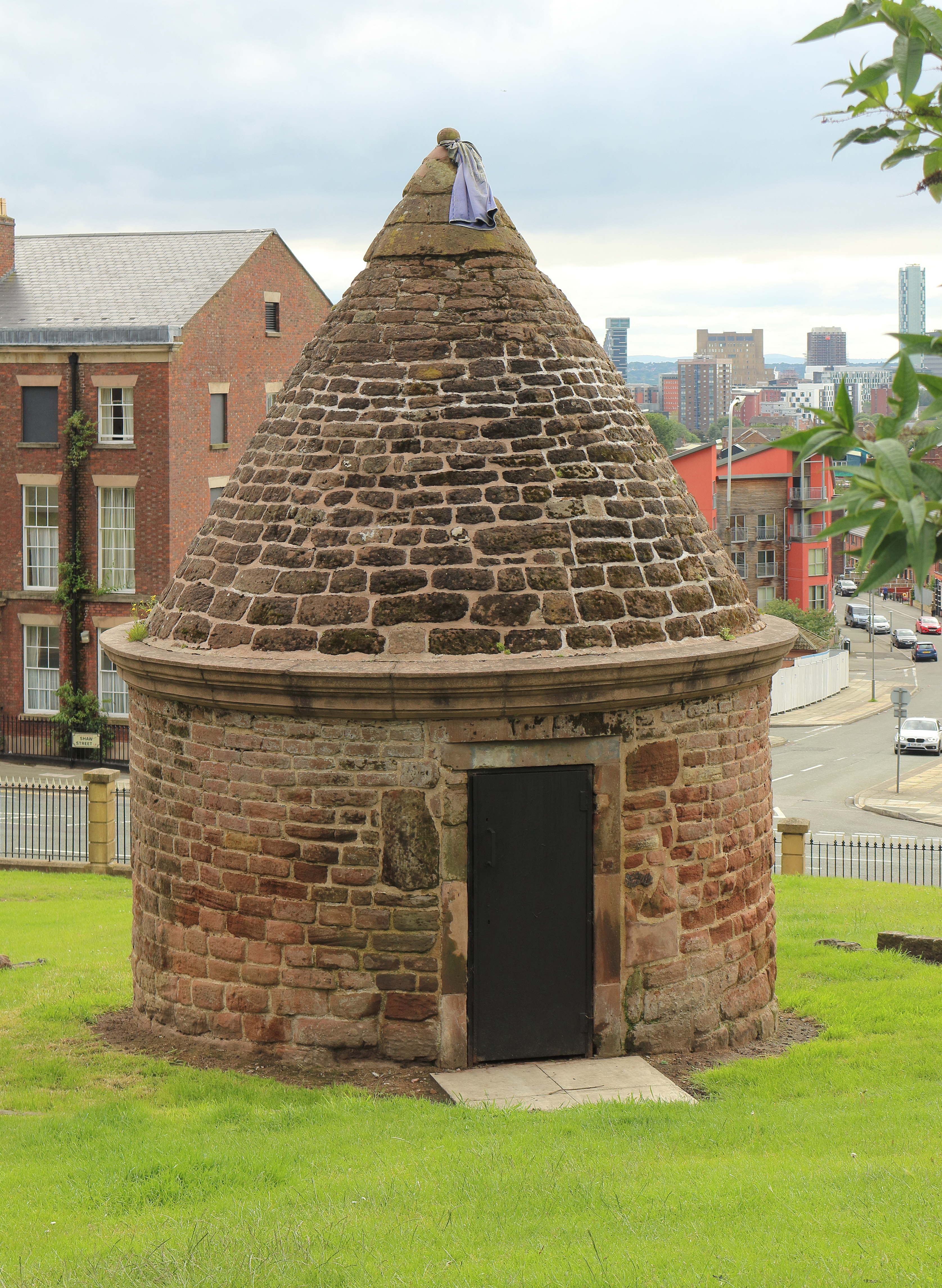
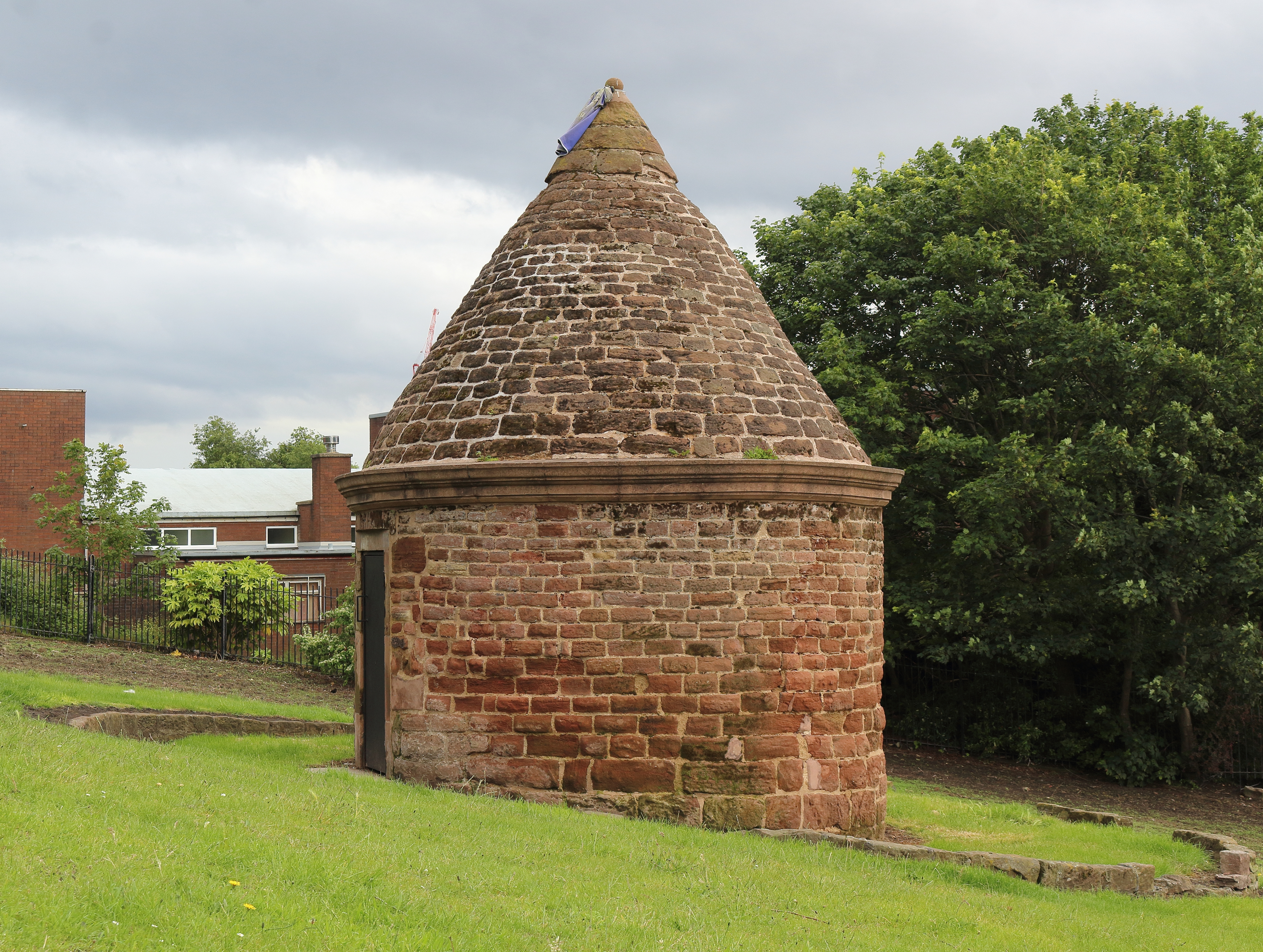
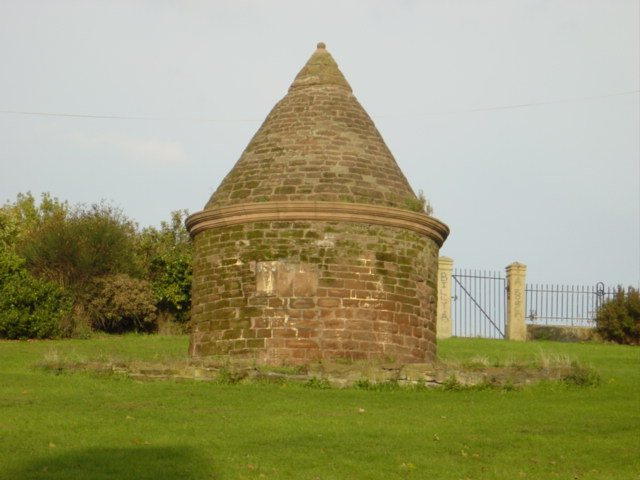